# Záboří nad Labem
Záboří nad Labem é uma comuna checa localizada na região da Boêmia Central, distrito de Kutná Hora.